# Martharaptor
Martharaptor é um gênero de dinossauro da família Ceratopsidae. Ah uma única espécie descrita para o gênero Martharaptor greenriverensis. Seus restos fósseis foram encontrados na formação Green River, em Utah, e datam do Cretáceo Inferior.